# Lindwerder (Jessen)
Lindwerder ist ein Ortsteil der Stadt Jessen (Elster) im Landkreis Wittenberg des Landes Sachsen-Anhalt.

## Lage und Erreichbarkeit
Lindwerder liegt ca. 9 km nordöstlich der Stadt Jessen und ist über die B 187 und die L 113 mit ihr verbunden.

## Geschichte
Gegründet als eine Mischung zwischen den Siedlungsformen Rundling und Angerdorf wurde Lindwerder erstmals 1420 unter dem Namen Lintwerdir in Urkunden erwähnt.

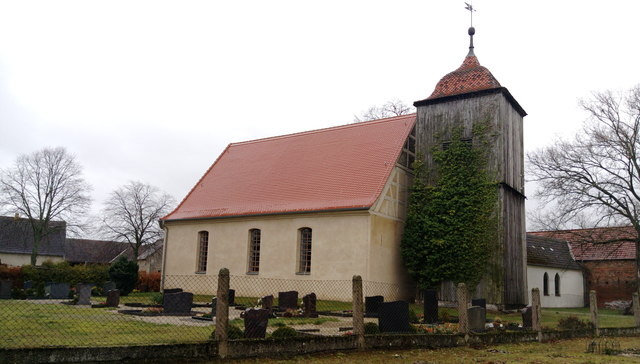
Kirche Lindwerder im Jahr 2019

Die Kirche Lindwerders wurde 1717 erbaut, worauf 1781 ein hölzerner Glockenturm angebaut wurde. Turm und Dachstuhl des Kirchenschiffs wurden in den 1990er Jahren saniert.
Während der Befreiungskriege in den Jahren 1813–1815 wurde der Ort über zehn Tage lang von französischen Truppen besetzt; alle Anwohner flüchteten, kehrten jedoch nach dem Abzug der Truppen in den Ort zurück.
Am 25. September 1859 suchte ein Feuer den Ort heim, bei dem mehrere Gebäude vernichtet wurden.